# Mr Hand Solo
Mr Hand Solo és una pel·lícula documental andorrana dirigida per Hèctor Romance que es va estrenar en Andorra el 22 de gener de 2021. Narra la vida de David Aguilar, un jove d'Andorra qui va néixer amb el braç deformat i es va construir una pròtesis amb peces de Lego.

## Sinopsi
David Aguilar Amphoux va néixer a Andorra al 1999. A causa del síndrome de Poland, li faltava la part inferior del braç dret. Des de petit li agradava jugar amb Lego i va crear la seva primera pròtesis a la edat de 9 anys, seguit per altres models que li van guanyar el reconeixement del públic.
El rodatge del documental Mr Hand Solo va durar unes deu setmanes. En principi s'havia de desenvolupar entre Andorra, la Seu d'Urgell i Barcelona però al final es va filmar en dues més localitzacions: les instal·lacions de Lego a Hong Kong, on el David va fer una conferència, i la seu central de Lego a Dinamarca, on es van trobar amb els principals càrrecs directius de la multinacional.
Segons el director, és “una història de superació personal brutal, amb molts intratemes que van sorgint: toquem assetjament escolar, el rebuig per ser diferent, la família –que és molt important–, abordem què comporta la fama o l'èxit en algú tan jove... Sempre que surt als mitjans de comunicació és només durant 2 o 3 minuts, i jo volia aprofundir-hi. Vam treballar moltíssim per aprofundir-hi. Per exemple, vaig repetir sencera la primera entrevista que li vam fer, perquè encara no hi havia empatia. La vaig repetir a meitat de rodatge i aquesta va ser la bona”.
El David va patir l'assetjament escolar i ha volgut explicar la seva experiència per a poder ajudar els altres: “Seguiré explicant com sortir d'un forat tan negre com el de la joventut, quan et veuen diferent. Seguiré donant consells a alumnes, professors i pares: tots som diferents, no haurien d'existir les paraules discapacitat, ni minusvalidesa. Jo no em considero cap de les dues coses i ningú se n'hauria de considerar. Tots som diferents perquè tenim capacitats diferents”.

## Premis
- Millor llargmetratge documental, Boston SciFi (Festival de Cinema de Ciència-ficció de Boston).[4]